# Бромид гафния(III)
Бромид гафния(III) — бинарное неорганическое соединение, соль металла гафния и бромистоводородной кислоты с формулой HfBr3, чёрно-синие кристаллы.

## Получение
- Восстановление водородом или алюминием бромида гафния(IV):

{\displaystyle {\mathsf {2HfBr_{4}+H_{2}\ {\xrightarrow {T}}\ HfBr_{3}+2HBr}}}
{\displaystyle {\mathsf {3HfBr_{4}+Al\ {\xrightarrow {T}}\ HfBr_{3}+AlBr_{3}}}}

## Физические свойства
Бромид гафния(III) образует чёрно-синие кристаллы.

## Химические свойства
- Диспропорционирует при нагревании в вакууме:

{\displaystyle {\mathsf {2HfBr_{3}\ {\xrightarrow {300^{o}C}}\ HfBr_{2}+HfBr_{4}}}}